# Debra Hayward
Pour les articles homonymes, voir Hayward.
Debra Hayward est une productrice de cinéma britannique née à Liverpool (Angleterre).

## Biographie
Debra Hayward est la fille d'un chauffeur de taxi et d'une infirmière, tous deux très cinéphiles. Elle a toujours voulu travailler dans l'industrie cinématographique.
Elle fait des études de cinéma à l'University of North London et, en 1989, elle rejoint la société de production Working Title Films. Elle les quitte en septembre 2011 pour créer Monumental Pictures avec Alison Owen,,.

## Filmographie
- 1996 : Loch Ness de John Henderson
- 1997 : L'Entremetteur de Mark Joffe
- 1997 : Le Petit Monde des Borrowers de Peter Hewitt
- 1998 : Elizabeth de Shekhar Kapur
- 2001 : Le Journal de Bridget Jones de Sharon Maguire
- 2001 : Capitaine Corelli de John Madden
- 2002 : 40 jours et 40 nuits de Michael Lehmann
- 2002 : Pour un garçon de Chris Weitz et Paul Weitz
- 2002 : Le Gourou et les Femmes de Daisy von Scherler Mayer
- 2003 : Ned Kelly de Gregor Jordan
- 2003 : Johnny English de Peter Howitt
- 2003 : Love Actually de Richard Curtis
- 2004 : Thunderbirds de Jonathan Frakes
- 2004 : La Plus Belle Victoire de Richard Loncraine
- 2004 : Bridget Jones : L'Âge de raison de Beeban Kidron
- 2005 : L'Interprète de Sydney Pollack
- 2005 : Orgueil et Préjugés de Joe Wright
- 2005 : Nanny McPhee de Kirk Jones
- 2006 : Vol 93 de Paul Greengrass
- 2006 : Au nom de la liberté de Phillip Noyce
- 2007 : Reviens-moi de Joe Wright
- 2007 : Elizabeth : L'Âge d'or de Shekhar Kapur
- 2008 : Frost/Nixon de Ron Howard
- 2009 : Good Morning England de Richard Curtis
- 2009 : Jeux de pouvoir de Kevin Macdonald
- 2010 : Green Zone de Paul Greengrass
- 2010 : Nanny McPhee et le Big Bang de Susanna White
- 2010 : Senna de Manish Pandey
- 2011 : La Taupe de Tomas Alfredson
- 2011 : Johnny English, le retour d'Oliver Parker
- 2012 : Les Misérables de Tom Hooper
- 2013 : Mariage à l'anglaise de Dan Mazer
- 2016 : Bridget Jones Baby (Bridget Jones's Baby) de Sharon Maguire
- 2018 : Marie Stuart, reine d’Écosse (Mary Queen of Scots) de Josie Rourke

## Nominations
- Oscars 2013 : Les Misérables pour l'Oscar du meilleur film
- BAFTA 2013 :
  - Les Misérables pour le BAFA du meilleur film
  - Les Misérables pour le BAFA du meilleur film britannique